# Mary Devens
Mary Devens (Ware, 17 maggio 1857 – Cambridge, 13 marzo 1920) è stata una fotografa statunitense, co-fondatrice di Photo-Secession e tra i più famosi pittorialisti americani.

## Biografia
Figlia di Arthur Lithgow e Agnes Howard White. Fin da piccola visse a Cambridge, narrano le cronache, ed ebbe un forte interesse nei confronti della fotografia. Esplorò in particolare la stampa su gomma e quella al platino, tecniche che alla fine avrebbe padroneggiato alla perfezione, tanto che le consentirono di tenere una conferenza al Cambridge Photographic Club nel 1896. dove incontrò Fred Holland Day, da cui fu incoraggiata a proseguire nella sua ricerca.
Dopo il 1899 iniziò a sperimentare anche l'ozotipia, brevettata proprio quell'anno, una variante della ozobromia, ma che usava l'acido bicromico e sale di manganese, abbastanza tipica nella fotografia pittorialista che consentiva interventi manuali.
Devens espose le sue foto sia in America che all'estero, soprattutto in Inghilterra e Francia. Dal 1897, espose con regolarità all'Old Cambridge Camera Club e nei successivi cinque anni il suo lavoro apparve a Chicago, Londra e Filadelfia. Nel 1900, Holland Day incluse dieci delle sue immagini nella mostra "The New School of American Photography", la prima mostra di fotografia pittorialista americana in Europa. Tenutasi a Londra, al Royal Photographic Society, e al Photo-Club di Parigi, la mostra presentava, oltre alle opere dello stesso Holland Day, anche fotografie di Edward Steichen, Gertrude Käsebier, Clarence H. White ed altri. Nel 1903 tenne una mostra personale al Boston Camera Club.
Dal 1902 Devens fece parte dei due principali movimenti artistici che stavano nascendo: Linked Ring in Gran Bretagna e Photo-Secession in America.
Alfred Stieglitz fu attratto dal lavoro di Devens. Nel luglio 1902, il periodico da lui diretto "Camera Notes" pubblicò una fotoincisione del ritratto, ottenuto tramite "effetto disegno al carboncino" del pittore di Boston, Charles Edwin Hopkins (1886-?), immagine che aveva già ricevuto consensi alla mostra del Salone di Philadelphia del 1900, essendo stato riprodotto nel suo catalogo. Stieglitz incluse il suo lavoro nella prima mostra di Photo-Secession tenutasi al "National Arts Club" di New York nel 1902. Nuove mostre dell'associazione si tennero due anni dopo al Carnegie Museum of Art di Pittsburgh e alla Corcoran Gallery of Art di Washington e nel 1905 alla Little Galleries di New York.
Dopo il 1905, a poco a poco, Devens iniziò dapprima a perdere la vista sino a divenire quasi cieca, costringendola a smettere di fotografare e conseguentemente ad esporre. Visse, senza essersi mai sposata, fino alla morte a Cambridge. Una mostra commemorativa del suo lavoro fu organizzata subito dopo la sua morte nel 1920 dalla Society of Arts and Crafts.

## Galleria d'immagini

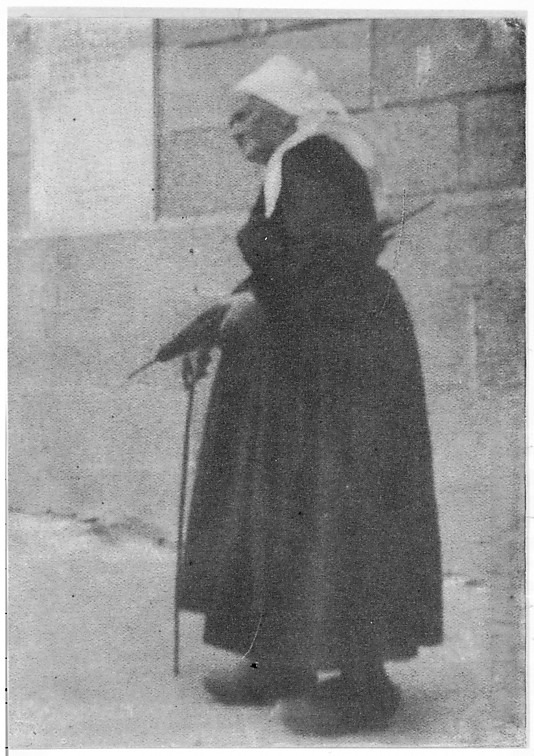
La nonna, 1900
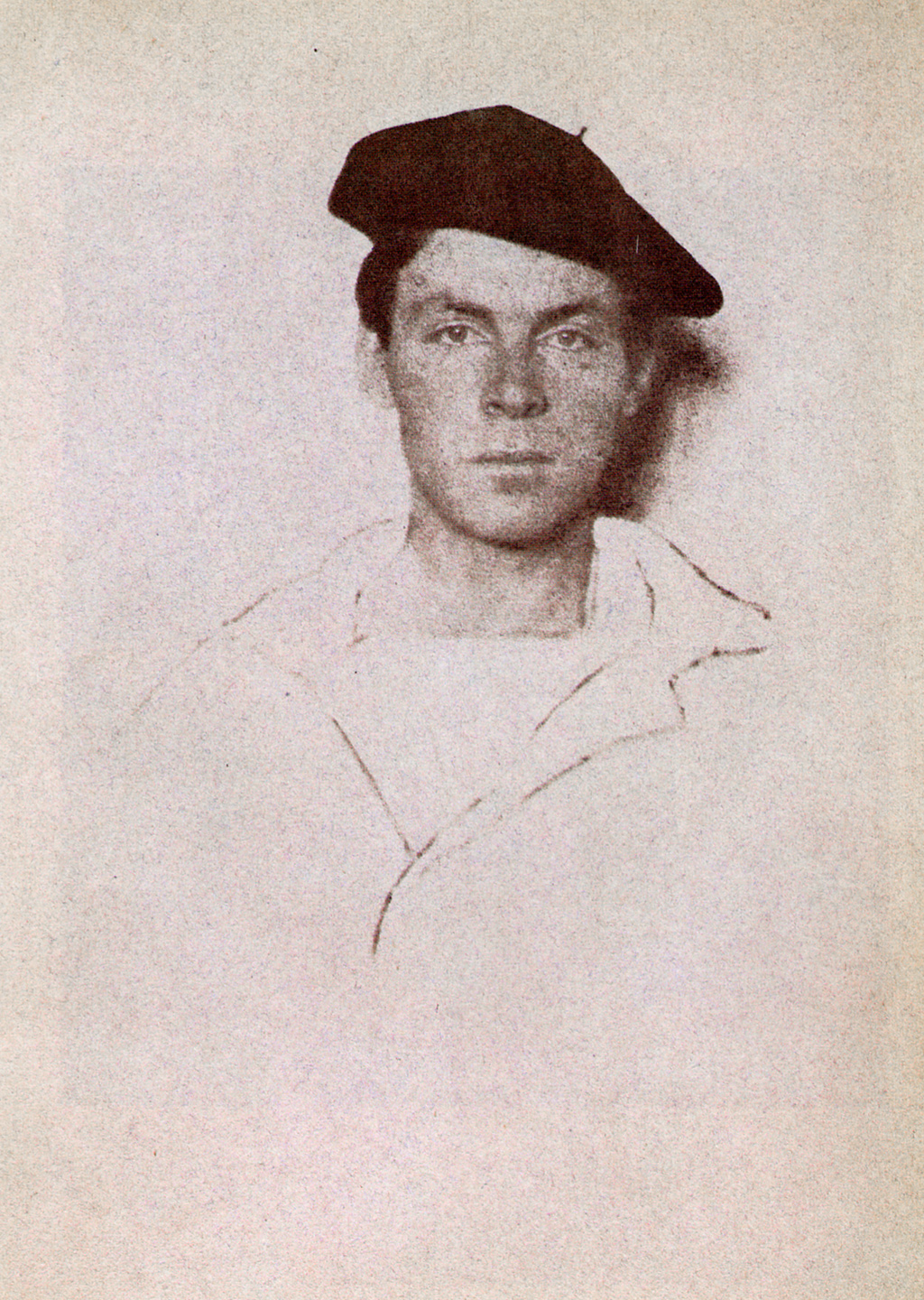
Effetto disegno carboncino. Fotoincisione, 1901, pubblicata su "Camera Notes", 1902
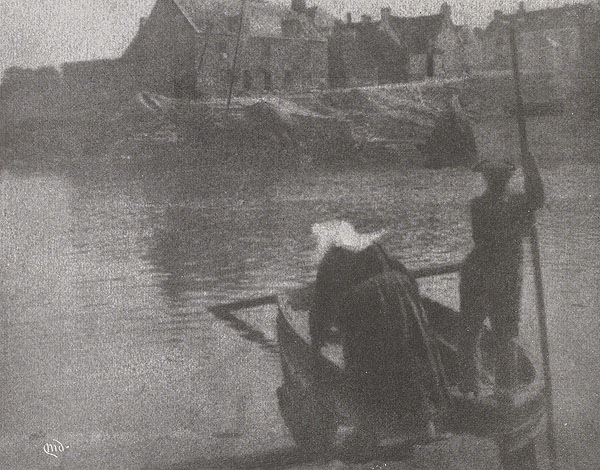
Il traghetto a Concarneau, 1904
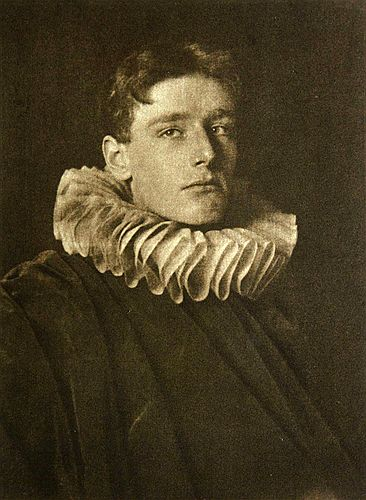
Ritratto nello stile di van Dyck, senza data